# Лебедєв В'ячеслав Іванович
Лебедєв В'ячеслав Іванович (нар. 1 квітня 1950) — російський вчений-апіолог, фахівець з бджільництва. Доктор сільськогосподарських наук, кандидат біологічних наук, професор (1996). У 2011—2015 рр. директор НДІ бджільництва, зараз його науковий керівник. Лауреат Державної премії РФ в області науки і техніки (2000) і премії Уряду РФ в галузі освіти (2003).
Закінчив Рязанський державний педагогічний інститут (1972).
У 1979 р. отримав вчений ступінь кандидата біологічних наук. У 1993 році захистив дисертацію на здобуття наукового ступеня доктора сільськогосподарських наук.
З 1995 року професор кафедри генетики та розведення сільськогосподарських тварин Рязанського державного агротехнологічного університету.
Вчений секретар російської Міжвідомчої координаційної ради з апітерапії з її заснування 1997 року.
З 2015 року науковий керівник НДІ бджільництва.
Входить до редколегії журналу «Пчеловодство».
Член-кореспондент Петровської академії наук і мистецтв.
Почесний доктор Гродненського державного аграрного університету (2013).
Почесний працівник агропромислового комплексу Рязанської області (2010).